# دانیله وارگاس
دانیله وارگاس (ایتالیایی: Daniele Vargas؛ ‏ ۲۰ آوریل ۱۹۲۲ – ۷ ژانویهٔ ۱۹۹۲) بازیگر اهل ایتالیا بود. وی دانش‌آموختهٔ دانشگاه بولونیا بود.
از فیلم‌ها یا برنامه‌های تلویزیونی که وی در آن نقش داشته‌است، می‌توان به بداندیشی شهوانی، انجیرتیغی، من زامبی، تو زامبی، او زامبی، سه ببر در برابر سه ببر، دخترِ خواهر، ساده‌لوح، بیست‌ساله بودن، پرستار، مربی اسکی، شب‌های پرحرارت پوپیا، ارواح مردگان، شکار روباه، هرکول آزادشده، سدوم و گمورا، تخم چشم، سفر، برای عشق… برای افسون…، شنبه، یکشنبه و جمعه، سکس با لبخند ۲، اسپاگتی در نیمه‌شب، ژنرال ایستاده می‌خوابد و آرنا اشاره کرد.